# Francesco Cibarelli
Francesco Cibarelli (Muro Lucano, 7 giugno 1890 – Napoli, 13 giugno 1963) è stato un medico, militare e pedagogista italiano.
È stato comandante dell'insurrezione della popolazione contro l'occupazione tedesca durante le quattro giornate di Napoli in Via Duomo e decano palatino reale a servizio di sua maestà Umberto II di Savoia.

## Biografia

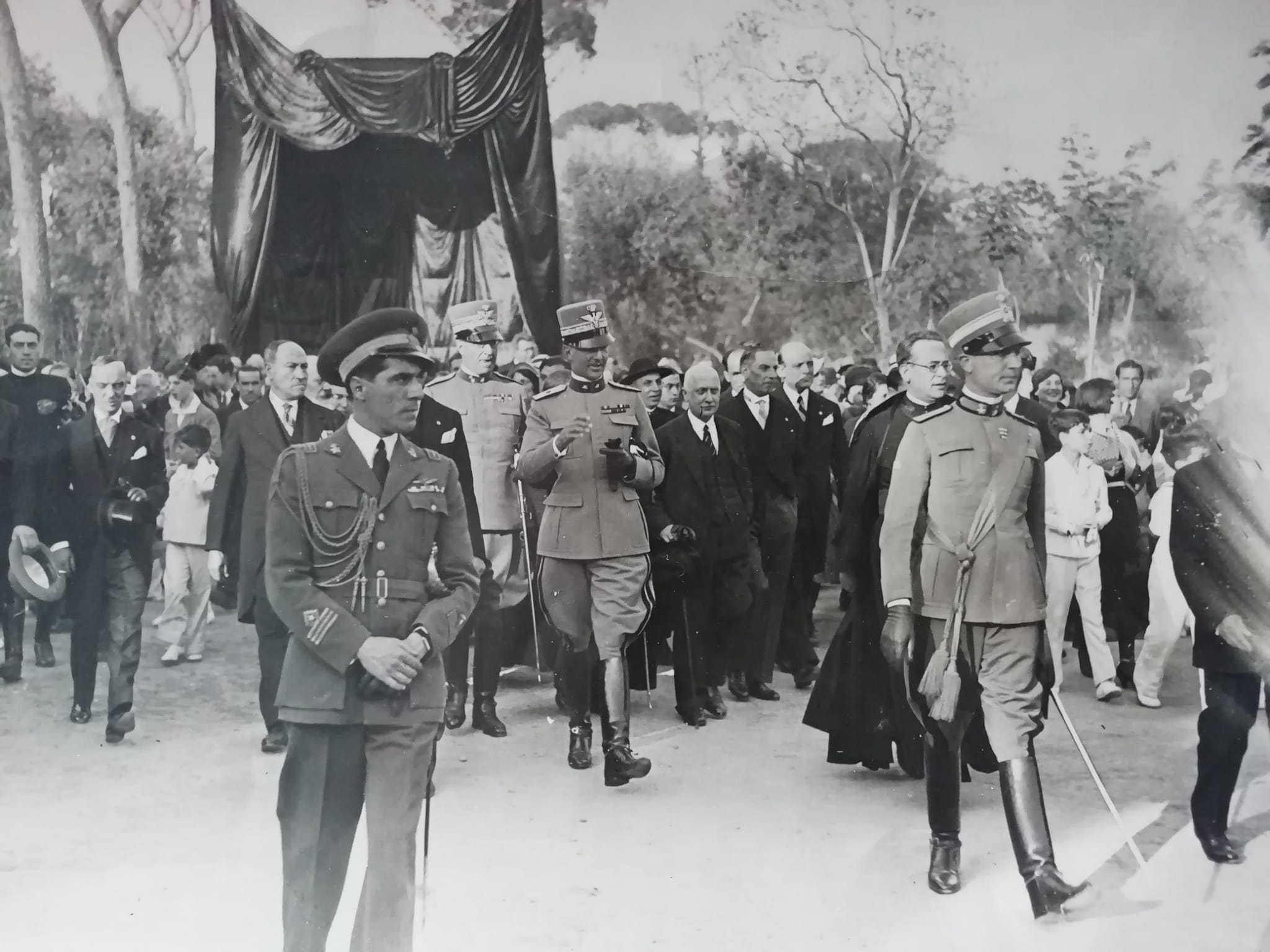
Il decano Francesco Cibarelli (con la mantella da sacerdote) compare sulla destra in una manifestazione dimostrativa per il re Umberto II di Savoia (il più alto sullo sfondo a destra) circondato da vertici militari

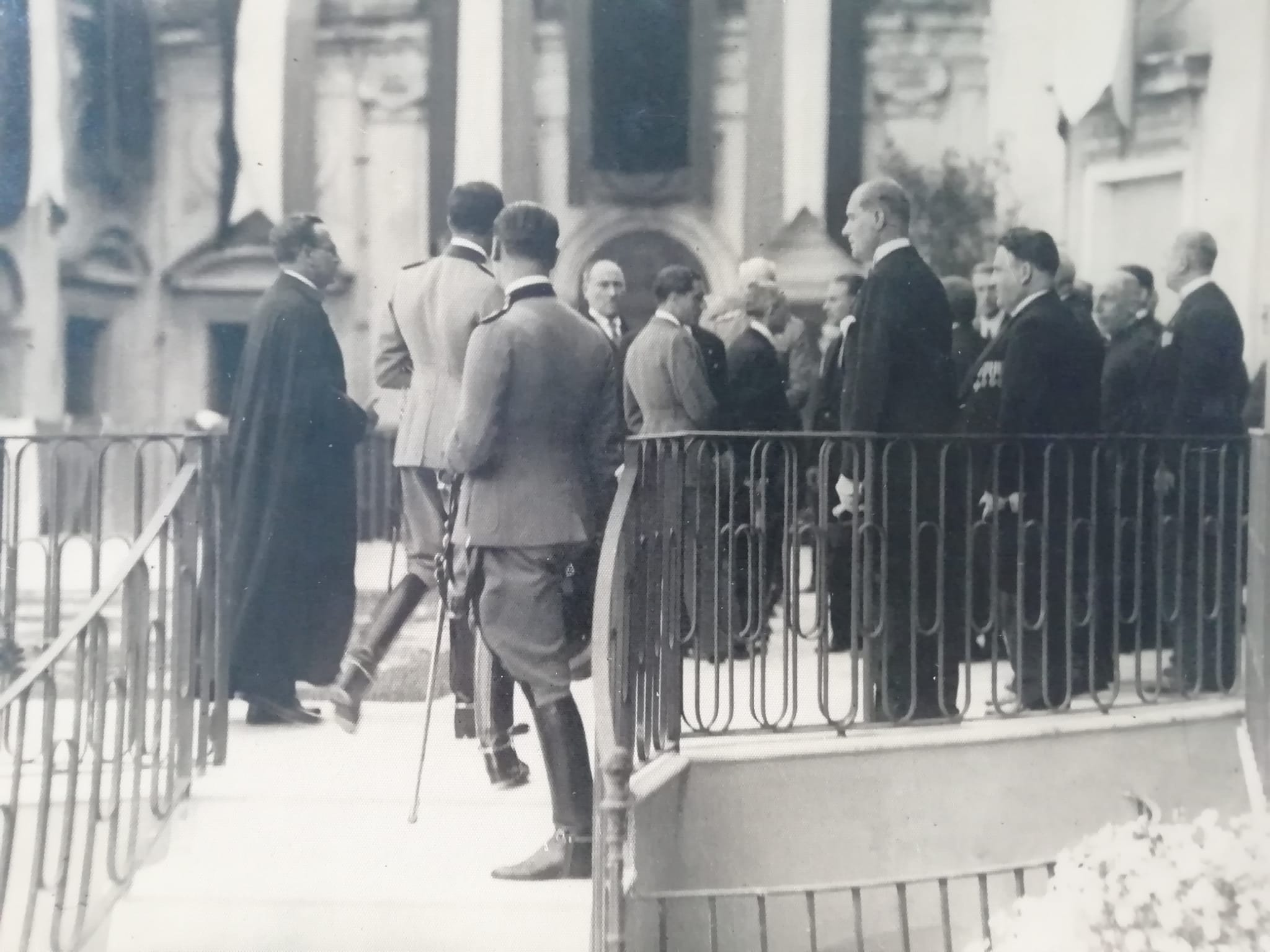
Il decano Francesco Cibarelli con i vertici militari del regno d'Italia

### Gli studi e la prima guerra mondiale
Nato a Muro Lucano in provincia di Potenza, lascia da giovane la città natale per frequentare il ginnasio presso l'Istituto Vittorio Emanuele di Napoli a piazza Dante per poi diventare seminarista nella capitale. Più tardi si iscrive alla facoltà di medicina e chirurgia dell'università La Sapienza di Roma.
Viene chiamato alle armi in occasione dello scoppio della prima guerra mondiale, riuscendo a ricoprire un ruolo nell'ospedale da campo essendo studente in medicina. A fine guerra raggiunge il grado di sergente del Regio Esercito Italiano.

### Le lauree, la ricerca e la pubblicazione sulla psicoanalisi
Completa gli studi laureandosi a Roma nell'anno accademico 1920-1921, successivamente si laurea in filosofia e si interessa alla psicoanalisi diventando seguace di Sigmund Freud e intraprendendo un percorso di ricerca che lo porta nel 1926 alla scrittura della sua prima opera Pedagogia e psicoanalisi con un'introduzione di Marco Levi Bianchini.
La sua è la prima opera sul problema della pedagogia psicoanalitica, esaminando la teoria della psicoanalisi. Presenta una forte critica nei confronti degli scettici e rimarca l'importanza che la psicoanalisi ha per la pedagogia. Nel testo si trova il primo tentativo di discernere il significato di pedagogia psicoanalitica, metodo educativo secondo il quale si trasferirebbero nella coscienza le cause inconsce di disturbi mentali profondi come nevrosi e psicosi.

### Cura e critica artistica
Nel 1926 scrive e pubblica La chiesa di San Carlo all'Arena ed il Cristo del Naccherino con prefazione di Guido Della Valle, ordinario della Università di Napoli. Questo appena citato è un testo descrittivo, critico e storico artistico sulla basilica di San Carlo all'Arena di Napoli e sulla scultura di Michelangelo Naccherino conservata al suo interno che ha sollecitato la restaurazione dei marmi della basilica stessa.

### Le quattro giornate di Napoli e il secondo dopoguerra
Negli anni del primo dopo guerra Francesco da dottore in medicina e in filosofia, sacerdote e scrittore continua ad avanzare di grado divenendo ufficiale del regio esercito italiano essendo uomo d'arme. Dai fatti dell'armistizio di Cassibile e del proclama Badoglio dell'8 settembre 1943 si organizza in una ambiziosa e spontanea rivolta partigiana antifascista con l'obiettivo di liberare la città di Napoli dalle forze naziste tedesche occupanti. Prende il comando di Via Duomo assieme ad Amedeo Manzo e Francesco Bilardo conducendo un attacco a sorpresa a Port'Alba contro la Wehrmacht.
Distintosi per i meriti di guerra riceve la croce di appartenenza al Sovrano Militare Ordine di Malta diventando Cavaliere. A fine conflitto continua il suo servizio da decano reale al servizio del Re Umberto II di Savoia fino all'esito del referendum a favore della Repubblica.

## Onorificenze
- Capitano dell'Esercito Italiano;
- Croce di terza classe per cavalieri e dame per onore e devozione al valore militare del Sovrano Militare Ordine di Malta.